# Robert Bosch GmbH
Bosch (pronunciado [bɔʃ]) o Robert Bosch GmbH es una compañía multinacional de ingeniería y tecnología con oficinas centrales en Stuttgart, Alemania. La compañía fue fundada por Robert Bosch en 1886. El 92 % de las acciones de la compañía son propiedad de la organización sin fines de lucro Robert Bosch Stiftung GmbH.

## Contexto
El núcleo de las operaciones de Bosch está extendido principalmente en los sectores de soluciones de movilidad (distribución de partes y sistemas en la industria automotriz, por ejemplo; sistemas de recarga inalámbrica de vehículos eléctricos, hardware, software, autopartes y conectividad), bienes de consumo (herramientas eléctricas de uso industrial o casero y electrodomésticos de casa), energía y tecnología para edificios (servicios de ingeniería en seguridad y en la industria de la construcción) así como tecnología industrial (incluyendo tecnología de empaque, de accionamiento y control).
Cuenta con 264 centros de producción, 250 delegaciones comerciales y en promedio 400 000 empleados en todo el mundo.[cita requerida]

## Estadísticas
Operando en las áreas de tecnología automotriz e industrial, bienes de consumo y tecnología de construcción, en el año 2010, Bosch reportó ventas de €47.5 mil millones teniendo el crecimiento interanual en casi el 27%, siendo el mejor año en sus 125 de historia.[cita requerida]
Robert Bosch GmbH también anunció que tuvo una marca de 50.000 millones de euros en ventas y 300 mil empleados por primera vez en 2011.[cita requerida]
En 2004, Robert Bosch GmbH fue el 17.º lugar en la lista Top 20 de Ganadores de Patentes en los Estados Unidos con 907 nuevas patentes. Esta fue una mejora del 20.º (758 patentes) en 2003 y 23.º (683 patentes) en 2002.[cita requerida]
En 2023, el Informe Anual del PCT de la Organización Mundial de la Propiedad Intelectual (OMPI) clasificó a Bosch como el décimo noveno lugar mundial en número de solicitudes de patentes realizadas en el marco del Sistema del PCT, con 1,307 solicitudes de patentes publicadas durante 2023.

## Sectores de negocio
Las actividades o sectores de negocio de Bosch incluyen:

#### Soluciones de movilidad
- Soluciones para el Tren Motriz
- Control de Sistemas de Chasis
- Unidades Eléctricas
- Tecnología Multimedia
- Electrónica Automotriz
- Automotriz Mercado de Repuesto
- Dirección Automotriz
- Soluciones de Movilidad Conectadas
- Sistemas eBike de Bosch

Otras actividades: 
- Bosch Engineering GmbH ETAS GmbH
- ITK Engineering GmbH
- Dos ruedas y deportes motorizados

#### Energía y tecnología para la construcción
- Tecnologías para la Construcción
- Termotecnología
- Soluciones de Servicio Global de Bosch

Otras actividades: 
- Robert Bosch Smart Home GmbH

#### Tecnología industrial
- Tecnología de Empaque
- Tecnología de Accionamiento y Control

Otras actividades: 
- Bosch Industria Conectada
- Robert Bosch Soluciones de Manufactura GmbH

#### Bienes de consumo
- Herramientas Eléctricas
- BSH Hausgeräte GmbH

Otras actividades no asignadas a las divisiones corporativas: 
- Bosch Healthcare Solutions GmbH
- Bosch.IO GmbH
- Grow Platform GmbH
- Robert Bosch Venture Capital GmbH

## Accionistas de Robert Bosch GmbH
El 92% de las acciones de Robert Bosch GmbH son propiedad de la organización sin fines de lucro Robert Bosch Stiftung GmbH. Robert Bosch Industrietreuhand KG posee la mayoría de los derechos de voto; ejerce la función de accionista empresarial. Las acciones restantes son propiedad de la familia Bosch y Robert Bosch GmbH.

Diagrama de Robert Bosch GmbH (Beteiligung hace referencia a participaciones, Stimmen a votos).